# Каршниці (Свентокшиське воєводство)
Каршниці (пол. Karsznice) — село в Польщі, у гміні Малогощ Єнджейовського повіту Свентокшиського воєводства.
Населення — 505 осіб (2011).
У 1975-1998 роках село належало до Келецького воєводства.

## Демографія
Демографічна структура на день 31 березня 2011 року:
|          | Загалом | Допрацездатний вік | Працездатний вік | Постпрацездатний вік |
| -------- | ------- | ------------------ | ---------------- | -------------------- |
| Чоловіки | 261     | 62                 | 171              | 28                   |
| Жінки    | 244     | 62                 | 125              | 57                   |
| Разом    | 505     | 124                | 296              | 85                   |